# Réseau Garel
Le Réseau Garel est un réseau de résistance créé par Georges Garel avec l'aide de son épouse Lili Garel, à Lyon, de 1942 à 1944, dans le cadre de l'Œuvre de secours aux enfants (OSE), dans le but de sauver des enfants juifs de la déportation.

## Histoire
Le Réseau Garel est créé en août 1942 à Lyon. À la suite de la Nuit de Vénissieux (camp de Vénissieux) d'août 1942, et le sauvetage de 108 enfants, Joseph Weill, médecin français qui a un rôle important dans la Résistance, fait appel à Georges Garel, un ingénieur français, membre de la Résistance dans le mouvement Combat, pour organiser un circuit clandestin d'enfants.
L'Hôtel Victoria, 3 rue Delandine, Lyon Centre Perrache, est lieu de rendez-vous donné par Joseph Weill pour la constitution du réseau Garel en janvier 1942.
Le domicile des Garel est le centre nerveux du réseau. Leur premier domicile est au 63-68 Boulevard de Brotteaux: c'est le lieu de rendez-vous des cadres du réseau. Puis après l'arrestation de Lili Garel avec sa belle-sœur Raya Garfinkel, le 26 novembre 1944 (elles sont libérées le 31 décembre 1944), le nouveau domicile est au 16 rue Jeanne d'Arc à Montchat.
Il s'agit de disperser les enfants juifs dans un milieu non juif, de leur donner une identité « aryenne » et de les faire suivre par un personnel non-juif ou juif sous une fausse identité. Georges Garel trouve le soutien de Mgr Saliège,,, archevêque de Toulouse, Juste parmi les nations, et de Mgr de Courrèges, son coadjuteur, Juste parmi les nations. Ce dernier permet de sauver un grand nombre d'enfants juifs dans les centres de la colonie Sainte-Germaine, en particulier à Vendine (Haute-Garonne), dans le Lauragais.
Parmi ceux qui aident le réseau Garel, on trouve La Cimade et les pasteurs protestants autour de Marc Boegner, Juste parmi les nations, et les Amitiés chrétiennes de l'abbé Alexandre Glasberg, Juste parmi les nations. 
Le rabbin de Brive-la-Gaillarde (Corrèze), de la Corrèze, de la Creuse et du Lot, membre de la Résistance, dans le mouvement Combat avec Edmond Michelet, David Feuerwerker organise des caches pour les enfants aidés par l'OSE,,.
Le réseau Garel a sauvé près de 1 500 enfants ou 2 400 enfants.
Ce n'est qu'après la Seconde Guerre mondiale que Georges Loinger et Fanny Loinger découvrent qu'ils faisaient de la Résistance et dans le même Réseau Garel .
En 2015, une analyse est faite par Cindy Banse
 et Laurent Beaugitte sur l'efficacité d'un réseau de sauvetage d'enfants se basant sur le circuit Garel. Les auteurs notent en particulier que les membres de ce réseau sont apparentés, ce qui assurait la cohésion.

### La nuit de Vénissieux
Le 23 août 1942, l’OSE, les éclaireurs israélites de France, les Amitiés chrétiennes et plusieurs autres organisations humanitaires, participent à la commission de « criblage » des 1200 juifs de la région lyonnaise arrêtés lors des rafles de l’été 1942 et internés au camp de Vénissieux. La commission parvint à sauver momentanément 160 adultes, dont 80 sont à nouveau interpellés le lendemain, puis 108 enfants. Cet évènement tragique est connu sous le nom de « nuit de Vénissieux ». L’OSE, les Amitiés chrétiennes et l’Action catholique de Germaine Ribière, Juste parmi les nations, refusent de rendre les enfants malgré les ordres donnés par Vichy au préfet régional Angéli de « ne pas séparer les familles ». Ils sont dispersés avec de faux papiers dans des institutions catholiques, sous la surveillance de l’OSE,.
L'historienne Valérie Perthuis-Portheret a réalisé un film qui relate la vie de Lili Garel, et en particulier son rôle dans la nuit de Vénissieux (28-29 août 1943), au cours de laquelle 108 enfants juifs ont été sortis du camp d'internement de Vénissieux (Métropole de Lyon) et sauvés de la déportation. A noter que c'est peu après cet événement que Lili Tager et Georges Garel se marient, en 1943. Vénissieux marque le début de l'action sur le terrain de Georges Garel avec l'OSE, jusqu'alors ingénieur à Lyon, et c'est la première implication sur le terrain de Lili Tager, qui venait à peine d'être embauchée dans le bureau de l'OSE à Lyon, comme secrétaire à temps partiel et comme assistante sociale. Elle a 20 ans. Elle n'oublie pas, des années plus tard, le "cauchemar" de Vénissieux,,,,.
Parmi ceux qui œuvrent au sauvetage à Vénissieux, on trouve le père Pierre Chaillet, Juste parmi les nations, l'abbé Alexandre Glasberg et Jean-Marie Soutou.
Le lieu de transit des enfants de Vénissieux est au 10 Montée des Carmélites, au service social de l'OSE.

### Membres
Les membres, par ordre alphabétique, sont:
- René Borel[30]
- André Chouraqui
- Jean Cremer, médecin[30]
- Lucienne Clément de l’Épine, Section des enfants, No. 5, Paris[30]
- A. Cremieux
- Eva Deleage [30]
- Madeleine Dreyfus née Kahn, Lyon, (sœur de Martine Kahn), convoyeuse, déportée à Bergen-Belsen et survivante, était responsable du circuit Garel au Chambon-sur-Lignon. Elle est arrêtée par la Gestapo le 26 novembre 1943[31]. Madeleine Dreyfus est née le 1er mars 1909 à Paris. Elle est déportée par le Convoi No. 80, en date du 23 juillet 1944, du Camp de Drancy vers Bergen-Belsen. Sa dernière adresse était au 64, rue Anatole France, à Villeurbanne (Rhône)[32]
- Robert Epstein ou Robert Ebstein[33], dit Evrard[34] responsable du Centre-Est[35]
- Florette Feissel, trouve des planques en Dordogne. Arrêtée à Périgueux, elle est déportée par le Convoi No. 71 à Auschwitz et assassinée à son arrivée avec un enfant dont elle ne voulait pas se séparer.
- Georges Garel
- Lili Garel
- Pauline Gaudefroy, à Limoges (Haute-Vienne)[36], qui succède à Edith Scheftel, responsable du Centre[35]. Pauline (son vrai prénom est Renée) est une catholique de 24 ans, qui rejoint Fanny Loinger à Valence, sous le nom de Jacqueline Estager[37]
- Herta Hauben. Née le 27 mai 1911 à Aschaffenbourg (Allemagne), habitant au 4, rue des 400 couverts à Grenoble (Isère) déportée par le Convoi No. 69, en date du 7 mars 1944 du Camp de Drancy vers Auschwitz[32]
- Charlotte Hellman[38]
- Elisabeth Hirsch (Boegie)[30]
- Robert Job[30]
- Marguerite Kahn (plus tard Marguerite Cohn, épouse de Jacques (Bô) Cohn, le frère de Marcus Cohn), née en 1922 à Ingwiller et décédée à Jérusalem en 2016[39]
- Simone Kahn, sœur de Madeleine Kahn, née le 9 octobre 1915 à Paris, active à Grenoble, déportée par le Convoi No. 69, en date du 7 mars 1944, du Camp de Drancy vers Auschwitz[40]
- M. Kahn Miller
- H et D. Levi
- Fanny Loinger, dite Stéphanie Laugier, infirmière[38], (plus tard Fanny Loinger-Nezer (29 mai 1915-13 mai 1992), une sœur de Georges Loinger[41],[42], responsable du Sud-Est, c'est-à-dire les départements de l'Ardèche, de l'Isère, de la Drôme, de la Savoie, des Hautes-Alpes, des Basses-Alpes[43],[35], à Limoges (Haute-Vienne)[36],[44],[45]. Fanny Loinger est recrutée par Andrée Salomon[46]. Elle sauve 400 enfants[47]
- Georges Loinger
- P. Loire
- Germaine Masour[30]
- J. Miller
- Joseph "Joni" Millner[30]
- Eugène Minkowski[30]
- Alain Mosse[30]
- A.R. Mosse
- Rachel Pludermacher
- Charlotte Rosenbaum-Helman[30]. Venant d'une famille juive orthodoxe de Metz, elle est secrétaire du rabbin Élie Bloch au camp de Poitiers[48]
- Andrée Salomon[38]
- Jacques Salon, époux de Nicole Weil-Salon
- Julien Samuel à Limoges[30]
- Vivette Samuel (ou Vivette Samuel-Hermann[49]), charger de placer les enfants du Limousin à partir de mars 1943[50]. En octobre 1942, dans la maison d'enfants Le Couret (Haute-Vienne),  Julien Samuel épouse Vivette Hermann, assistante volontaire au camp de Rivesaltes[51]
- Fanny Scheinmann, née le 17 mars 1923 à Paris, à Chambéry, déportée par le Convoi No. 69. en date du 7 mars 1944, du Camp de Drancy vers Auschwitz[52]
- Edith Scheftel, responsable du Centre[35],[36]. Son vrai nom est Édith Scheftelovitch, elle est une ancienne EI (Éclaireuse israélite)[37]
- Isser Seilinger. Médecin. Né le 11 novembre 1881 à Besorka, habitant au 18 rue Jean Jaurès à Saint-Laurent-du-Pont, (Isère), déporté par le Convoi No. 76, en date du 30 juin 1944 du Camp de Drancy vers Auschwitz[32]
- Martha Sternheim, Lyon[30]
- Victor Svarc, dit Souvard, cousin germain de Charles Lederman, à Lyon, responsable pour le Centre-Est[36].
- Berthe Tanne, plus tard épouse Sagalow[53] née le 15 décembre 1922. En 1943, elle fait partie du réseau Garel pour la Loire et la Haute-Loire. Elle recherche des familles d'accueil et de placement pour des enfants dans les régions du Chambon-sur-Lignon et de Devesset (Ardèche). Elle est en relation pour ce travail avec Andrée Salomon et Élisabeth Boëgy Hirsch au Chambon-sur-Lignon et en contact permanent avec le pasteur André Trocmé et sa femme Magda Trocmé (reconnus Justes parmi les nations, en 1971).
- Denise Vormus
- Huguette Wahl[38], dite Odile Varlet, née le 23 février 1914, à Paris, déportée par le Convoi No. 62, en date du 20 novembre 1943, du Camp de Drancy vers Auschwitz[54]
- Nicole Weil-Salon, née le 17 août 1917 à Lisieux, Nice, épouse de Jacques Salon, déportée par le Convoi No. 62, en date du 20 novembre 1943, du Camp de Drancy vers Auschwitz[55]
- Simone Weil Lipman, à Châteauroux, responsable pour le Centre[36]
- Solange Zitlenok, à Toulouse[36], responsable du Sud-Ouest[35],[56]

### Sous-réseau de la Loire (1942-1944)
Les membres, par ordre alphabétique, sont :
- Badard
- A. Cremieux
- Thevenet
- C. Barwitsky
- M. Dreyfus
- A. Dumas
- M. Guy
- H et D. Levi
- J. Levi
- P. Loire
- paysans
- Sœurs de Saint Joseph
- M. Vial

### Survivants de la rafle du camp de Vénissieux
- Lotte Lévy[28],[58]
- Rachel Kaminker[28]
- Jean Stern[59]